# Balance of Power
A Balance of Power az Electric Light Orchestra brit pop-rock együttes 1986. március 3-án megjelent búcsúalbuma, amely 2007-ben újrakeverve ismét megjelent.

## Az albumról
Az 1970-es évek elején alakult, szinte forradalmian új hangzású együttes több mint tíz éven keresztül sikert sikerre halmozott. Noha az egyéni hangzású stílus továbbra is megmaradt, az együttes dalai 1984 után lassancskán hátrább csúsztak a sikerlistákon, majd 1985 körül, tizenöt év siker, tíz stúdióalbum, valamint jó néhány átalakulás után a három tagra apadt Electric Light Orchestra számára eljött a búcsú ideje. Az album felvételei 1985 elején kezdődtek Nassauban, a dalok mind Jeff Lynne szerzeményei.
A továbbra is jellegzetesen ELO hangzású dalokból kimaradt a szokásos vonós közreműködés, viszont a megszokottól eltérően elektronikus hangszereket, dobgépet, valamint (az együttes történetében először) a Sorrow About to Fall dalban szaxofonszólót is alkalmaztak a hangszerelésben. Noha három lassú számot leszámítva a dalok ennél az albumnál is közepes, vagy gyors tempójúak, a dalszövegek kivétel nélkül pesszimisták: fájdalomról, veszteségről, elmúlásról szólnak. Két dal alapján készült videóklip, ezek a Calling America és a So Serious. Előbbi klipje Párizsban, a Pompidou Kultúrközpontban készült.
Az album záródala a rockabilly ritmusú Send It, amely vidám dallamával ellentétben Jeff Lynne búcsúja az életét jelentő együttesétől. Jeff Lynne a  későbbiekben a Travelling Willburrys együttes tagjaként énekelt egy rövid ideig, majd 2001-ben Zoom címmel kiadott egy ELO néven futó, de gyakorlatilag szólóalbumot.

## Fogadtatás
Az igényes dallamokat, mély mondandójú dalszövegeket tartalmazó album mérsékelt sikereket aratott, sokan nehezményezték a szokásostól eltérő elektronikus hangszerelést, valamint a túlzottan szomorú dalszövegeket. Néhány európai országban az album bekerült a Top-10-be, az Egyesült Királyságban a 9. helyezésig jutott, de a legfőbb piacnak számító USA-ban csak a kiábrándító 49. helyezést érte el. Az album alapján készült három kislemez közül a Calling America az USA-ban a 18., az UK-ban a 28. helyezést érte el.

## Az album dalai
| 1. | Heaven Only Knows    | Jeff Lynne | 2:52 |
| 2. | So Serious           | Jeff Lynne | 2:38 |
| 3. | Getting to the Point | Jeff Lynne | 4:28 |
| 4. | Secret Lives         | Jeff Lynne | 3:26 |
| 5. | Is It Alright        | Jeff Lynne | 3:25 |

| Második oldal | Második oldal        | Második oldal | Második oldal | Második oldal | Második oldal | Második oldal | Második oldal | Második oldal | Második oldal |
|               | Cím                  | Szerző(k)     | Hossz         |               |               |               |               |               |               |
| ------------- | -------------------- | ------------- | ------------- | ------------- | ------------- | ------------- | ------------- | ------------- | ------------- |
| 6.            | Sorrow About to Fall | Jeff Lynne    | 3:59          |               |               |               |               |               |               |
| 7.            | Without Someone      | Jeff Lynne    | 3:48          |               |               |               |               |               |               |
| 8.            | Calling America      | Jeff Lynne    | 3:26          |               |               |               |               |               |               |
| 9.            | Endless Lies         | Jeff Lynne    | 2:55          |               |               |               |               |               |               |
| 10.           | Send It              | Jeff Lynne    | 3:04          |               |               |               |               |               |               |
| 34:18         |                      |               |               |               |               |               |               |               |               |

| 11. | Opening                               | Jeff Lynne | 0:24 |
| 12. | Heaven Only Knows (alternate version) | Jeff Lynne | 2:32 |
| 13. | In for the Kill                       | Jeff Lynne | 3:13 |
| 14. | Secret Lives                          | Jeff Lynne | 3:24 |
| 15. | Sorrow About to Fall (alternate mix)  | Jeff Lynne | 3:48 |
| 16. | Caught in a Trap (USA B-Side)         | Jeff Lynne | 3:44 |
| 17. | Destination Unknown (UK B-Side)       | Jeff Lynne | 4:10 |

## Toplistás helyezések
| Listák (1986)                                | Legjobb helyezés |
| -------------------------------------------- | ---------------- |
| Ausztrália (Kent Music Report)               | 49               |
| Ausztria (Ö3 Austria Top 40)                 | 29               |
| Kanada (RPM Singles Chart)                   | 46               |
| Németország (Media Control Charts)           | 18               |
| Japán (Oricon)                               | 16               |
| Norvégia (VG-lista Album Top 40)             | 4                |
| Svédország (Sverigetopplistan Top 60 Albums) | 3                |
| Svájc (Schweizer Hitparade Top 100 Albums)   | 10               |
| Egyesült Királyság (UK Albums Chart)         | 9                |
| USA Billboard 200                            | 49               |

| Ország (szervezet)                               | Minősítés | Eladások |
| ------------------------------------------------ | --------- | -------- |
| Egyesült Királyság (BPI)                         | Ezüst     | 600 000^ |
| ^ Eladási adat csak eredeti tanúsítvány alapján. |           |          |

## Közreműködtek
- Jeff Lynne – vokál, gitárok, szintetizátorok, dalszerző, producer
- Bev Bevan – dobok, ütőhangszerek
- Richard Tandy – billentyűsök, zeneprogram
- Christian Schneider – szaxofonszóló

## Kiadások
A legelső hanglemez és kompakt kazetta kiadások JET Records címke alatt futottak, egyébként Európában az Epic Records, az USA-ban a CBS adta ki az albumot. 2007-ben üzletekbe került egy Remastered Edition kiadás feljavított hanggal, valamint hét, az eredeti albumon nem, vagy másként szereplő dallal. A Balance of Power volt az első ELO album, amely mindjárt a megjelenésekor CD lemez formájában is kiadásra került.